# Ерколе дель Ріо
Доменіко Ерколе Дель Ріо (італ. Domenico Ercole Del Rio; нар. близько 1720—1726, Ґуїлья (провінція Модена) — пом. 23 травня 1802, Модена) — італійський шахіст, шаховий композитор і теоретик. Один із найвідоміших італійських шахістів XVIII сторіччя, представник моденської шахової школи. Автор праці «Про гру в шахи. Практичні спостереження анонімного автора з Модени» (Модена, 1750).

## Життєпис
Син губернатора міста Ґуїлья (сучасна провінція Модена) Пеллеґріно Дель Ріо та дворянки Катеріни Монтаґуті. Певний час вивчав право і жив у Реджо-нель-Емілія, а згодом переїхав до Модени — столиці Моденського герцогства. У Модені він отримав змогу грати в шахи з провідними майстрами Італії тих часів: Джамбатістою Лоллі та Лоренцо Понціані. Невдовзі він уже досяг високого рівня гри та разом з двома вищезгаданими шахістами ввійшов до історії під назвою Моденська шахова школа.
|   | a | b | c | d | e | f | g | h |   |
| 8 | f8 білий кінь · a7 чорна тура · e7 білий слон · f7 чорний пішак · g7 чорний король · h7 чорний пішак · g6 чорний пішак · d5 чорний ферзь · f4 білий ферзь · h4 білий король | f8 білий кінь · a7 чорна тура · e7 білий слон · f7 чорний пішак · g7 чорний король · h7 чорний пішак · g6 чорний пішак · d5 чорний ферзь · f4 білий ферзь · h4 білий король | f8 білий кінь · a7 чорна тура · e7 білий слон · f7 чорний пішак · g7 чорний король · h7 чорний пішак · g6 чорний пішак · d5 чорний ферзь · f4 білий ферзь · h4 білий король | f8 білий кінь · a7 чорна тура · e7 білий слон · f7 чорний пішак · g7 чорний король · h7 чорний пішак · g6 чорний пішак · d5 чорний ферзь · f4 білий ферзь · h4 білий король | f8 білий кінь · a7 чорна тура · e7 білий слон · f7 чорний пішак · g7 чорний король · h7 чорний пішак · g6 чорний пішак · d5 чорний ферзь · f4 білий ферзь · h4 білий король | f8 білий кінь · a7 чорна тура · e7 білий слон · f7 чорний пішак · g7 чорний король · h7 чорний пішак · g6 чорний пішак · d5 чорний ферзь · f4 білий ферзь · h4 білий король | f8 білий кінь · a7 чорна тура · e7 білий слон · f7 чорний пішак · g7 чорний король · h7 чорний пішак · g6 чорний пішак · d5 чорний ферзь · f4 білий ферзь · h4 білий король | f8 білий кінь · a7 чорна тура · e7 білий слон · f7 чорний пішак · g7 чорний король · h7 чорний пішак · g6 чорний пішак · d5 чорний ферзь · f4 білий ферзь · h4 білий король | 8 |
| 7 | f8 білий кінь · a7 чорна тура · e7 білий слон · f7 чорний пішак · g7 чорний король · h7 чорний пішак · g6 чорний пішак · d5 чорний ферзь · f4 білий ферзь · h4 білий король | f8 білий кінь · a7 чорна тура · e7 білий слон · f7 чорний пішак · g7 чорний король · h7 чорний пішак · g6 чорний пішак · d5 чорний ферзь · f4 білий ферзь · h4 білий король | f8 білий кінь · a7 чорна тура · e7 білий слон · f7 чорний пішак · g7 чорний король · h7 чорний пішак · g6 чорний пішак · d5 чорний ферзь · f4 білий ферзь · h4 білий король | f8 білий кінь · a7 чорна тура · e7 білий слон · f7 чорний пішак · g7 чорний король · h7 чорний пішак · g6 чорний пішак · d5 чорний ферзь · f4 білий ферзь · h4 білий король | f8 білий кінь · a7 чорна тура · e7 білий слон · f7 чорний пішак · g7 чорний король · h7 чорний пішак · g6 чорний пішак · d5 чорний ферзь · f4 білий ферзь · h4 білий король | f8 білий кінь · a7 чорна тура · e7 білий слон · f7 чорний пішак · g7 чорний король · h7 чорний пішак · g6 чорний пішак · d5 чорний ферзь · f4 білий ферзь · h4 білий король | f8 білий кінь · a7 чорна тура · e7 білий слон · f7 чорний пішак · g7 чорний король · h7 чорний пішак · g6 чорний пішак · d5 чорний ферзь · f4 білий ферзь · h4 білий король | f8 білий кінь · a7 чорна тура · e7 білий слон · f7 чорний пішак · g7 чорний король · h7 чорний пішак · g6 чорний пішак · d5 чорний ферзь · f4 білий ферзь · h4 білий король | 7 |
| 6 | f8 білий кінь · a7 чорна тура · e7 білий слон · f7 чорний пішак · g7 чорний король · h7 чорний пішак · g6 чорний пішак · d5 чорний ферзь · f4 білий ферзь · h4 білий король | f8 білий кінь · a7 чорна тура · e7 білий слон · f7 чорний пішак · g7 чорний король · h7 чорний пішак · g6 чорний пішак · d5 чорний ферзь · f4 білий ферзь · h4 білий король | f8 білий кінь · a7 чорна тура · e7 білий слон · f7 чорний пішак · g7 чорний король · h7 чорний пішак · g6 чорний пішак · d5 чорний ферзь · f4 білий ферзь · h4 білий король | f8 білий кінь · a7 чорна тура · e7 білий слон · f7 чорний пішак · g7 чорний король · h7 чорний пішак · g6 чорний пішак · d5 чорний ферзь · f4 білий ферзь · h4 білий король | f8 білий кінь · a7 чорна тура · e7 білий слон · f7 чорний пішак · g7 чорний король · h7 чорний пішак · g6 чорний пішак · d5 чорний ферзь · f4 білий ферзь · h4 білий король | f8 білий кінь · a7 чорна тура · e7 білий слон · f7 чорний пішак · g7 чорний король · h7 чорний пішак · g6 чорний пішак · d5 чорний ферзь · f4 білий ферзь · h4 білий король | f8 білий кінь · a7 чорна тура · e7 білий слон · f7 чорний пішак · g7 чорний король · h7 чорний пішак · g6 чорний пішак · d5 чорний ферзь · f4 білий ферзь · h4 білий король | f8 білий кінь · a7 чорна тура · e7 білий слон · f7 чорний пішак · g7 чорний король · h7 чорний пішак · g6 чорний пішак · d5 чорний ферзь · f4 білий ферзь · h4 білий король | 6 |
| 5 | f8 білий кінь · a7 чорна тура · e7 білий слон · f7 чорний пішак · g7 чорний король · h7 чорний пішак · g6 чорний пішак · d5 чорний ферзь · f4 білий ферзь · h4 білий король | f8 білий кінь · a7 чорна тура · e7 білий слон · f7 чорний пішак · g7 чорний король · h7 чорний пішак · g6 чорний пішак · d5 чорний ферзь · f4 білий ферзь · h4 білий король | f8 білий кінь · a7 чорна тура · e7 білий слон · f7 чорний пішак · g7 чорний король · h7 чорний пішак · g6 чорний пішак · d5 чорний ферзь · f4 білий ферзь · h4 білий король | f8 білий кінь · a7 чорна тура · e7 білий слон · f7 чорний пішак · g7 чорний король · h7 чорний пішак · g6 чорний пішак · d5 чорний ферзь · f4 білий ферзь · h4 білий король | f8 білий кінь · a7 чорна тура · e7 білий слон · f7 чорний пішак · g7 чорний король · h7 чорний пішак · g6 чорний пішак · d5 чорний ферзь · f4 білий ферзь · h4 білий король | f8 білий кінь · a7 чорна тура · e7 білий слон · f7 чорний пішак · g7 чорний король · h7 чорний пішак · g6 чорний пішак · d5 чорний ферзь · f4 білий ферзь · h4 білий король | f8 білий кінь · a7 чорна тура · e7 білий слон · f7 чорний пішак · g7 чорний король · h7 чорний пішак · g6 чорний пішак · d5 чорний ферзь · f4 білий ферзь · h4 білий король | f8 білий кінь · a7 чорна тура · e7 білий слон · f7 чорний пішак · g7 чорний король · h7 чорний пішак · g6 чорний пішак · d5 чорний ферзь · f4 білий ферзь · h4 білий король | 5 |
| 4 | f8 білий кінь · a7 чорна тура · e7 білий слон · f7 чорний пішак · g7 чорний король · h7 чорний пішак · g6 чорний пішак · d5 чорний ферзь · f4 білий ферзь · h4 білий король | f8 білий кінь · a7 чорна тура · e7 білий слон · f7 чорний пішак · g7 чорний король · h7 чорний пішак · g6 чорний пішак · d5 чорний ферзь · f4 білий ферзь · h4 білий король | f8 білий кінь · a7 чорна тура · e7 білий слон · f7 чорний пішак · g7 чорний король · h7 чорний пішак · g6 чорний пішак · d5 чорний ферзь · f4 білий ферзь · h4 білий король | f8 білий кінь · a7 чорна тура · e7 білий слон · f7 чорний пішак · g7 чорний король · h7 чорний пішак · g6 чорний пішак · d5 чорний ферзь · f4 білий ферзь · h4 білий король | f8 білий кінь · a7 чорна тура · e7 білий слон · f7 чорний пішак · g7 чорний король · h7 чорний пішак · g6 чорний пішак · d5 чорний ферзь · f4 білий ферзь · h4 білий король | f8 білий кінь · a7 чорна тура · e7 білий слон · f7 чорний пішак · g7 чорний король · h7 чорний пішак · g6 чорний пішак · d5 чорний ферзь · f4 білий ферзь · h4 білий король | f8 білий кінь · a7 чорна тура · e7 білий слон · f7 чорний пішак · g7 чорний король · h7 чорний пішак · g6 чорний пішак · d5 чорний ферзь · f4 білий ферзь · h4 білий король | f8 білий кінь · a7 чорна тура · e7 білий слон · f7 чорний пішак · g7 чорний король · h7 чорний пішак · g6 чорний пішак · d5 чорний ферзь · f4 білий ферзь · h4 білий король | 4 |
| 3 | f8 білий кінь · a7 чорна тура · e7 білий слон · f7 чорний пішак · g7 чорний король · h7 чорний пішак · g6 чорний пішак · d5 чорний ферзь · f4 білий ферзь · h4 білий король | f8 білий кінь · a7 чорна тура · e7 білий слон · f7 чорний пішак · g7 чорний король · h7 чорний пішак · g6 чорний пішак · d5 чорний ферзь · f4 білий ферзь · h4 білий король | f8 білий кінь · a7 чорна тура · e7 білий слон · f7 чорний пішак · g7 чорний король · h7 чорний пішак · g6 чорний пішак · d5 чорний ферзь · f4 білий ферзь · h4 білий король | f8 білий кінь · a7 чорна тура · e7 білий слон · f7 чорний пішак · g7 чорний король · h7 чорний пішак · g6 чорний пішак · d5 чорний ферзь · f4 білий ферзь · h4 білий король | f8 білий кінь · a7 чорна тура · e7 білий слон · f7 чорний пішак · g7 чорний король · h7 чорний пішак · g6 чорний пішак · d5 чорний ферзь · f4 білий ферзь · h4 білий король | f8 білий кінь · a7 чорна тура · e7 білий слон · f7 чорний пішак · g7 чорний король · h7 чорний пішак · g6 чорний пішак · d5 чорний ферзь · f4 білий ферзь · h4 білий король | f8 білий кінь · a7 чорна тура · e7 білий слон · f7 чорний пішак · g7 чорний король · h7 чорний пішак · g6 чорний пішак · d5 чорний ферзь · f4 білий ферзь · h4 білий король | f8 білий кінь · a7 чорна тура · e7 білий слон · f7 чорний пішак · g7 чорний король · h7 чорний пішак · g6 чорний пішак · d5 чорний ферзь · f4 білий ферзь · h4 білий король | 3 |
| 2 | f8 білий кінь · a7 чорна тура · e7 білий слон · f7 чорний пішак · g7 чорний король · h7 чорний пішак · g6 чорний пішак · d5 чорний ферзь · f4 білий ферзь · h4 білий король | f8 білий кінь · a7 чорна тура · e7 білий слон · f7 чорний пішак · g7 чорний король · h7 чорний пішак · g6 чорний пішак · d5 чорний ферзь · f4 білий ферзь · h4 білий король | f8 білий кінь · a7 чорна тура · e7 білий слон · f7 чорний пішак · g7 чорний король · h7 чорний пішак · g6 чорний пішак · d5 чорний ферзь · f4 білий ферзь · h4 білий король | f8 білий кінь · a7 чорна тура · e7 білий слон · f7 чорний пішак · g7 чорний король · h7 чорний пішак · g6 чорний пішак · d5 чорний ферзь · f4 білий ферзь · h4 білий король | f8 білий кінь · a7 чорна тура · e7 білий слон · f7 чорний пішак · g7 чорний король · h7 чорний пішак · g6 чорний пішак · d5 чорний ферзь · f4 білий ферзь · h4 білий король | f8 білий кінь · a7 чорна тура · e7 білий слон · f7 чорний пішак · g7 чорний король · h7 чорний пішак · g6 чорний пішак · d5 чорний ферзь · f4 білий ферзь · h4 білий король | f8 білий кінь · a7 чорна тура · e7 білий слон · f7 чорний пішак · g7 чорний король · h7 чорний пішак · g6 чорний пішак · d5 чорний ферзь · f4 білий ферзь · h4 білий король | f8 білий кінь · a7 чорна тура · e7 білий слон · f7 чорний пішак · g7 чорний король · h7 чорний пішак · g6 чорний пішак · d5 чорний ферзь · f4 білий ферзь · h4 білий король | 2 |
| 1 | f8 білий кінь · a7 чорна тура · e7 білий слон · f7 чорний пішак · g7 чорний король · h7 чорний пішак · g6 чорний пішак · d5 чорний ферзь · f4 білий ферзь · h4 білий король | f8 білий кінь · a7 чорна тура · e7 білий слон · f7 чорний пішак · g7 чорний король · h7 чорний пішак · g6 чорний пішак · d5 чорний ферзь · f4 білий ферзь · h4 білий король | f8 білий кінь · a7 чорна тура · e7 білий слон · f7 чорний пішак · g7 чорний король · h7 чорний пішак · g6 чорний пішак · d5 чорний ферзь · f4 білий ферзь · h4 білий король | f8 білий кінь · a7 чорна тура · e7 білий слон · f7 чорний пішак · g7 чорний король · h7 чорний пішак · g6 чорний пішак · d5 чорний ферзь · f4 білий ферзь · h4 білий король | f8 білий кінь · a7 чорна тура · e7 білий слон · f7 чорний пішак · g7 чорний король · h7 чорний пішак · g6 чорний пішак · d5 чорний ферзь · f4 білий ферзь · h4 білий король | f8 білий кінь · a7 чорна тура · e7 білий слон · f7 чорний пішак · g7 чорний король · h7 чорний пішак · g6 чорний пішак · d5 чорний ферзь · f4 білий ферзь · h4 білий король | f8 білий кінь · a7 чорна тура · e7 білий слон · f7 чорний пішак · g7 чорний король · h7 чорний пішак · g6 чорний пішак · d5 чорний ферзь · f4 білий ферзь · h4 білий король | f8 білий кінь · a7 чорна тура · e7 білий слон · f7 чорний пішак · g7 чорний король · h7 чорний пішак · g6 чорний пішак · d5 чорний ферзь · f4 білий ферзь · h4 білий король | 1 |
|   | a | b | c | d | e | f | g | h |   |

Під псевдонімом «Анонім з Модени» видав у Модені книгу «Про гру в шахи. Практичні спостереження анонімного автора з Модени» (італ. Sopra il gioco degli scacchi. Osservazioni pratiche d'anonimo autore modenese; Модена, 1750), де було піддано критиці праці Руї Лопеса. У книзі містилися описи дебютів, оцінка бойової вартості деяких фігур, техніка матування (наприклад, позиція «король, слон і кінь проти короля»). Згодом Джамбатіста Лоллі опирався на книгу Дель Ріо, коли писав свою працю «Спостереження за теорією і практикою гри в шахи» (Болонья, 1763). На початку XIX сторіччя праця Дель Ріо стала бібліографічною рідкістю, тому 1831 року в Мілані книгу перевидано. Раніше, 1822 року в Лондоні, книга вийшла англійською мовою в перекладі Джона Кокрена.
Відомий як шаховий композитор. Багато шахових композицій Доменіко Ерколе Дель Ріо опублікував у своїй книзі, а також залишив у рукописах. На його честь названо комбінацію мат Дель Ріо — жертву двох білих фігур. Перша жертва — для звільнення поля своїй фігурі, друга — для приманювання чорного короля у матову сітку (див. діаграму). Розв'язок: 1. Кe6+ Ф: e6 2. Фh6+ Кр: h6 3. Сf8x
Смерть не дала йому завершити другу книгу, для якої збирав практичні та теоретичні матеріали.